# ペレソプニツァ公
ペレソプニツァ公（ロシア語: Князь пересопницкий、ベラルーシ語: Князь пересопницький）は,
中世ルーシの公国の1つのペレソプニツァ公国の君主の称号である（「公」はクニャージからの訳出による）。公・公国の名は、その中心都市だったペレソプニツァ（ペレソープヌィツャ）による。

## ペレソプニツァ公の一覧
- ヴャチェスラフ・ウラジミロヴィチ[1] - 在位：1147年 - 1149年
- ムスチスラフ・ユーリエヴィチ - 在位：1150年[2]
- アンドレイ・ユーリエヴィチ - 在位：1150年 - 1151年[2]
- ウラジーミル・アンドレエヴィチ - 在位：1152年 - 1154年[3]
- ムスチスラフ・イジャスラヴィチ - 在位：1155年 - 1156年[4]
- ムスチスラフ・ヤロスラヴィチ - 在位：1180年 - 1220年[4]
- ヴァシリコ・ロマノヴィチ - 在位：1225年 - 1229年[4]